# Pygopleurus cyaneoviolaceus
Pygopleurus cyaneoviolaceus là một loài bọ cánh cứng trong họ Glaphyridae. Loài này được Motschulsky miêu tả khoa học năm 1859.